# Freehold
Freehold Borough és una població dels Estats Units a l'estat de Nova Jersey. Segons el cens del 2007 tenia 11.465 habitants.

## Història
La batalla de Monmouth. que va tenir lloc a Freehold el 28 de juny de 1778 va ser una batalla de la Guerra de la Independència dels Estats Units, i és considerada com el punt d'inflexió en la Revolució que va acabar desembocant en la victòria dels naixents Estats Units d'Amèrica.

## Demografia
Segons el cens del 2000, Freehold Borough tenia 10.976 habitants, 3.695 habitatges, i 2.571 famílies. La densitat de població era de 2.118,9 habitants/km².
Dels 3.695 habitatges en un 32,8% hi vivien nens de menys de 18 anys, en un 49% hi vivien parelles casades, en un 14,2% dones solteres, i en un 30,4% no eren unitats familiars. En el 24,3% dels habitatges hi vivien persones soles el 10,6% de les quals corresponia a persones de 65 anys o més que vivien soles. El nombre mitjà de persones vivint en cada habitatge era de 2,96 i el nombre mitjà de persones que vivien en cada família era de 3,39.
Per edats la població es repartia de la següent manera: un 24,8% tenia menys de 18 anys, un 10,9% entre 18 i 24, un 34,4% entre 25 i 44, un 19,3% de 45 a 60 i un 10,7% 65 anys o més.
L'edat mediana era de 33 anys. Per cada 100 dones de 18 o més anys hi havia 102,7 homes.
La renda mediana per habitatge era de 48.654 $ i la renda mediana per família de 53.374 $. Els homes tenien una renda mediana de 35.855 $ mentre que les dones 30.377 $. La renda per capita de la població era de 19.910 $. Aproximadament el 7,7% de les famílies i el 12% de la població estaven per davall del llindar de pobresa.
En aquesta població va créixer Bruce Springsteen.

## Poblacions més properes
El següent diagrama mostra les poblacions més properes.